# Steve Bastoni
Steve Bastoni (Roma, 4 marzo 1966) è un attore italiano naturalizzato australiano.

## Biografia
Suo padre, Raffaele, nel 1952 partecipò ai Giochi della XV Olimpiade nel K2 10000 metri.
Iniziò la sua carriera nell'età adolescenziale e ha interpretato soprattutto ruoli televisivi. Al cinema, ha recitato al fianco di Russell Crowe nei film The Water Diviner e Poker Face. È conosciuto principalmente per il ruolo di Yiannis Angelopoulos in Polizia squadra soccorso e di Steve Parker in Neighbours.
Nel 2007 ha sposato Bianca Pirrotta, da cui ha avuto due figli.

## Filmografia parziale

### Cinema
- Amore ribelle (The Heartbreak Kid), regia di Michael Jenkins (1993)
- 15 Amore, regia di Maurice Murphy (1998)
- Missione coccodrillo (The Crocodile Hunter: Collision Course), regia di John Stainton (2002)
- Matrix Reloaded (The Matrix Reloaded), regia di Andy e Larry Wachowski (2003)
- Man-Thing - La natura del terrore (Man-Thing), regia di Brett Leonard (2005)
- Macbeth - La tragedia dell'ambizione (Macbeth), regia di Geoffrey Wright (2006)
- Drift - Cavalca l'onda (Drift), regia di Morgan O'Neill e Ben Nott (2013)
- The Water Diviner, regia di Russell Crowe (2014)
- Truth - Il prezzo della verità (Truth), regia di James Vanderbilt (2015)
- Streamline, regia di Tyson Wade Johnston (2021)
- Poker Face, regia di Russell Crowe (2022)

### Televisione
- Polizia squadra soccorso (Police Rescue) – serie TV, 59 episodi (1991-1996)
- L'ultima spiaggia (On the Beach), regia di Russell Mulcahy – film TV (2000)
- South Pacific, regia di Richard Pearce – film TV (2001)
- Hawaii Five-0 – serie TV, 2 episodi (2015)
- Wentworth – serie TV, 8 episodi (2016-2017)

## Doppiatori italiani
Nelle versioni in italiano delle opere in cui ha recitato, Steve Bastoni è stato doppiato da:
- Luca Sandri in Polizia squadra soccorso, Drift - Cavalca l'onda
- Mauro Magliozzi in Matrix Reloaded
- Francesco Pannofino in Man-Thing - La natura del terrore
- Riccardo Lombardo in Macbeth - La tragedia dell'ambizione
- Carlo Scipioni in The Water Diviner
- Massimiliano Plinio in Hawaii Five-0
- Enzo Avolio in Truth - Il prezzo della verità
- Alessandro Budroni in Poker Face